# Sneller dan het geluid
Sneller dan het geluid is een hoorspel van Hannu Mäkelä. Schneller als der Schall werd op 1 augustus 1971 door de Süddeutscher Rundfunk uitgezonden. Loes Pilajama vertaalde het en de NCRV zond het uit op zondag 14 oktober 1973. De regisseur was Ab van Eyk. Het hoorspel duurde 57 minuten.

## Rolbezetting
- Jan Wegter (man)
- Petra Dumas (vrouw)
- Nienke van ’t Hof (Rita, hun dochter)
- Jan Borkus (kapitein)
- Jaap Hoogstraten, Floor Koen & Cees van Ooyen (soldaten, leden van de rampendienst)
- Ingeborg Uyt den Boogaard (vrouw op de plaats van de ramp)
- Donald de Marcas (man op de plaats van de ramp)
- Jan Verkoren & Joop van der Donk (mannen in de auto)
- Robert Borremans (vierde soldaat)
- Nora Boerman (vrouw in de auto)
- Frits Thors (nieuwslezer)

## Inhoud
De auteur tekent de vluchtweg na van een jong echtpaar in de situatie van de totale uitzonderingstoestand. De personen in het stuk klampen zich tot het bittere einde vast aan de illusie dat de totale ABC-oorlog voor de enkeling toch nog overlevingskansen biedt…